# Chamarea
Genre
Chamarea est un  genre de plantes à fleurs de la sous-famille des Apioideae dans la famille des Apiaceae.

## Taxonomie
Le genre Chamarea est décrit en 1837 par les botanistes Christian Friedrich Ecklon et Carl Ludwig Philipp Zeyher.
L'espèce type est Chamarea capensis Eckl. & Zeyh. (1837).

## Distribution
Le genre Chamarea est présent en Afrique du Sud.

## Liste des espèces
Le genre Annesorhiza comprend 5 espèces selon NCBI en 2020 :
- Chamarea capensis
- Chamarea esterhuyseniae
- Chamarea gracillima
- Chamarea longipedicellata
- Chamarea snijmaniae